# Per Appelberg
Per Alge Appelberg, född 7 april 1928 i Brännkyrka församling, Stockholm, död 31 december 2002 i Hagsätra, var en svensk skådespelare. Han var brorson till skådespelerskan Ellen Appelberg och barnbarn till stadsarkitekten Per Appelberg.
Per Appelberg är begravd på Brännkyrka kyrkogård.

## Filmografi
- 1952 – Hon kom som en vind
- 1952 – Flyg-Bom
- 1953 – Flickan från Backafall
- 1954 – Flicka med melodi
- 1954 – Taxi 13
- 1954 – Östermans testamente
- 1954 – Flicka utan namn
- 1955 – Danssalongen
- 1955 – Blockerat spår
- 1956 – På heder och skoj